# 维特尔斯巴赫号战列舰
维特尔斯巴赫号战列舰为德意志帝国海军所建造的五艘维特尔斯巴赫级前无畏舰的首舰，亦是根据海军上将阿爾弗雷德·馮·鐵必制于1898年主导的《德国舰队法》所订购的第一艘战列舰。它自1899年开始在威廉港的帝国船厂铺设龙骨，至1902年10月完工。其主炮装备有四门240毫米40倍径速射炮，最高速度为18節（33每小時）。
维特尔斯巴赫号在1902年至1910年的大部分和平时期都服役于第一战列分舰队。在此期间，它主要从事大量的年度训练和对外国进行友好访问。这一时期的训练演习为公海舰队在第一次世界大战期间的行动提供了框架。该舰于1910年9月退役，但1911年又重新启用，担任训练舰任务一直持续到1914年。1914年8月一战爆发后，维特尔斯巴赫号回到第四分舰队服役。该舰曾在波罗的海参与了有限度的行动，包括1915年8月的里加湾海战，但并未与俄国军队交火。到1915年底，船员短缺和来自英国潜艇的威胁迫使德国海军撤回了像维特尔斯巴赫号这样的老式战列舰。它随后从事辅助职能，先是作为训练舰，然后充当供应船。战后，维特尔斯巴赫号于1919年被改造为一艘可搭载扫雷艇的供应母舰。至1921年7月，舰只被出售并拆解为废金属。

## 设计

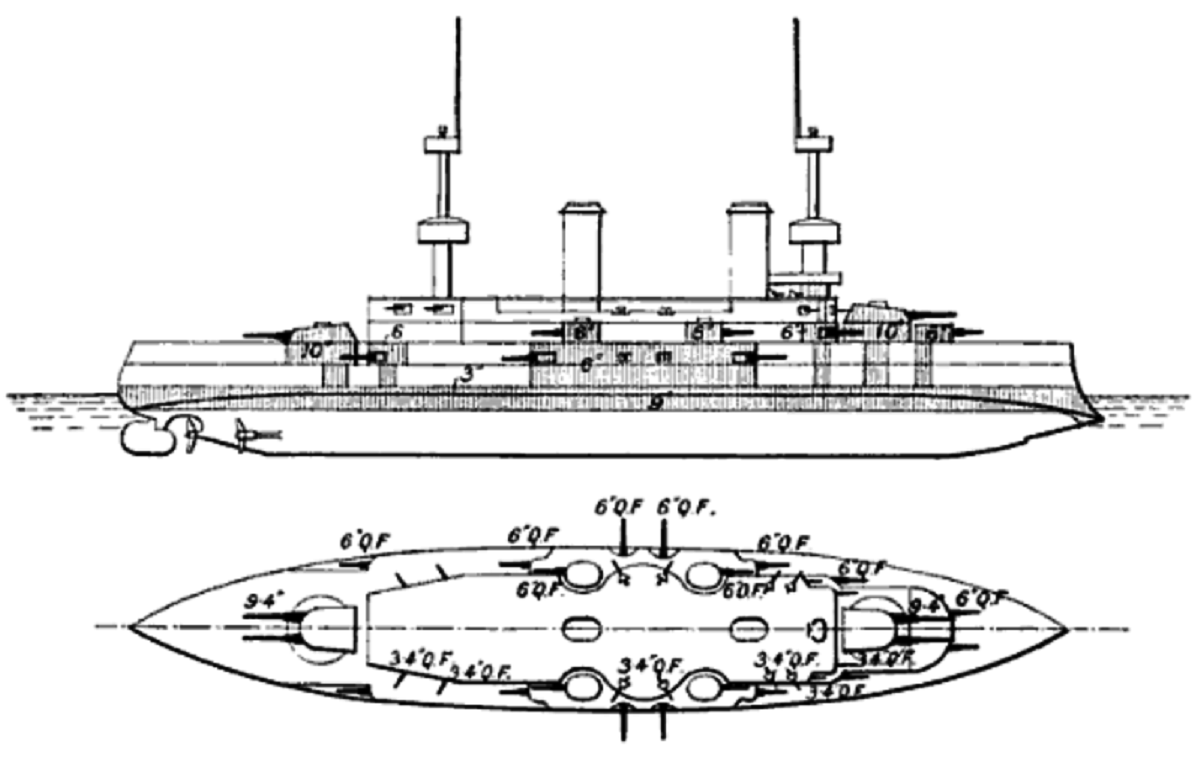
维特尔斯巴赫级线条画

在德意志帝国海军于1889年订购了四艘勃兰登堡级战列舰后，由于受到预算限制、帝国议会反对以及缺乏连贯的舰队规划影响，导致进一步购买战列舰的计划被推迟。在整个1890年代初期和中期，时任国家海军办公室国务秘书的海军中将弗里德里希·冯·霍尔曼一直在争取议会的批准，最终成功获得订购德皇腓特烈三世级的前三艘舰。1897年6月，霍尔曼的职位由海军少将阿爾弗雷德·馮·鐵必制接任，后者迅速拟定了第一部《舰队法》并于1898年初获得通过。这部法规确保了德皇腓特烈三世级后两艘舰、以及维特尔斯巴赫级五艘舰——即提尔皮茨任期内首个战列舰船级的建造。维特尔斯巴赫级与德皇腓特烈三世级大体相似，它们装备了同样的武器，但装甲布局更为全面。
维特尔斯巴赫号的水线长度和全长分别为125.2米和126.8米，有22.8米的舷宽和7.95米的吃水深度。舰只设计的标准排水量为11,774吨，满载排水量可达12,798吨。不同于其姊妹舰，维特尔斯巴赫号在完工时便已预装了分舰队指挥人员的设施，包括一座更大的舰桥。舰只的推进是通过三个三缸立式三胀蒸汽机以驱动三副螺旋桨来实现。蒸汽由6台筒形锅炉和6台水管锅炉供应，全为燃煤式。维特尔斯巴赫号的主机功率为10,297千瓦特（14,000匹公制馬力），最高速度达18節（33每小時）。船员编制则为30名军官及650名士兵。
维特尔斯巴赫号的主炮为四门240毫米40倍径速射炮，它们安装在分居中央舰艛一前一后的两座双联装炮塔内。副炮则包括十八门150毫米40倍径速射炮和十二门88毫米30倍径速射炮。武器套件中还有六具450毫米鱼雷发射管，均布置于船体水上部分的旋转支架上。维特尔斯巴赫号受到克虏伯生产的渗碳装甲保护。其装甲带的中央部分有225毫米厚，以保护弹药舱和轮机舱，而甲板装甲的厚度为50毫米。主炮炮塔则覆裹有250毫米厚的的装甲板。

## 服役历史

### 建成至1904年
维特尔斯巴赫号于1899年9月30日在威廉港的帝国船厂开始铺设龙骨，工程编号为25。作为同级的首舰，它是以合同代号“C”作为新增编入舰队的单位进行订购。1900年7月3日，维特尔斯巴赫号在德皇威廉二世的见证下下水；而巴伐利亚王储鲁普雷希特作为维特尔斯巴赫王朝的成员，也在下水仪式上发表演说。1902年7月，正在舾装的维特尔斯巴赫号与铁甲舰巴登号发生碰撞，导致该舰的完工时间被推迟。它于1902年10月15日入役，随即展开海试，至12月完成。试航结束后，维特尔斯巴赫号从威廉港被转移至波罗的海的基尔，却于12月13日因浓雾而在大贝尔特海峡擱淺。船员们试图卸下备用品以减轻重量，而战列舰卡尔大帝号和大巡洋舰海因里希亲王号亦试图将它拉出未果，直至12月20日，当更多拖船和其它船舶到来才成功合力解救出维特尔斯巴赫号。抵达基尔后，它进入了基尔帝国船厂进行维修。

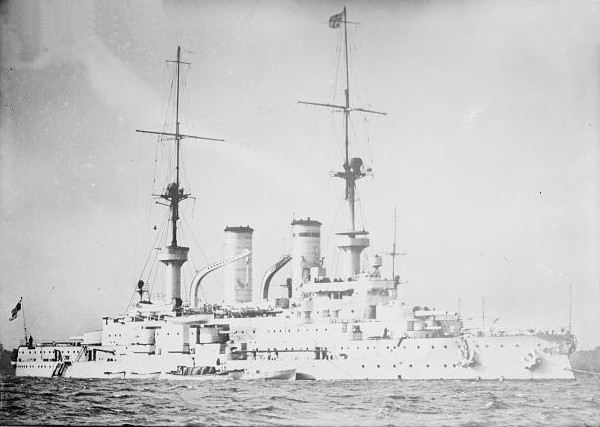
1914年以前的维特尔斯巴赫号

1903年3月1日，维特尔斯巴赫号成为第一战列分舰队副司令、海军少将古斯塔夫·施密特（Gustav Schmidt）的旗舰。这一年，分舰队主要从事和平时期的常规单舰和部队训练，包括在波罗的海进行巡航训练，继而从5月7日到6月10日前往西班牙。7月，它随分舰队余部一同展开驶往挪威的年度巡航。秋季演习包括在北海进行封锁演练，整个舰队首先巡航至挪威水域，然后于9月初驶至基尔，最后是对基尔实施模拟攻击。演习于9月12日结束。年度的训练日程则随着11月23日启动前往波罗的海东部的巡航以及12月1日展开驶入斯卡格拉克海峡的巡航而结束。维特尔斯巴赫号和第一分舰队于1904年1月11日至21日参加了在斯卡格拉克海峡的演习。进一步的分舰队演习于3月18日至27日进行，5月则在北海进行了一次大型的舰队演习。7月，第一分舰队和第一侦察集群出访英国，包括7月10日在普利茅斯作停留。德国舰队于7月13日启程前往荷兰；第一分舰队于次日便锚泊于弗利辛恩。在那里，荷兰女王威廉明娜检阅了这些舰只。第一分舰队在弗利辛恩停留直至7月20日，然后与舰队余部共同前往北海北部进行巡航。该分舰队于7月29日系泊在挪威的莫尔德，其它部队则分别去往其它港口。
舰队于8月6日重新集结并返回基尔，至8月12日在当地对港口实施了模拟攻击。在北海巡航期间，舰队进行了大规模的无线电报试验，以及夜间用于通信和识别信号的探照灯试验。返回基尔后，舰队立即开始为8月29日在波罗的海举行的秋季演习做准备。9月3日，舰队转移到北海，在那里参加了一次大型的登陆行动；之后，这些舰只将参加演习的陆军第九军的地面部队带到阿尔托纳，为威廉二世举行阅兵式。9月6日，德皇在黑尔戈兰岛外围单独对这些舰只进行了检阅。三天后，舰队经由威廉皇帝运河返回波罗的海，与第九军和近卫军展开了进一步的联合登陆演习。演习于9月15日结束。维特尔斯巴赫号于10月1日成为分舰队旗舰，它升起了海军少将弗里德里希·冯·鲍迪辛的旗帜。从11月22日至12月2月，第一分舰队参加了冬季训练巡航，这次是前往波罗的海东部。

### 1905－1914年

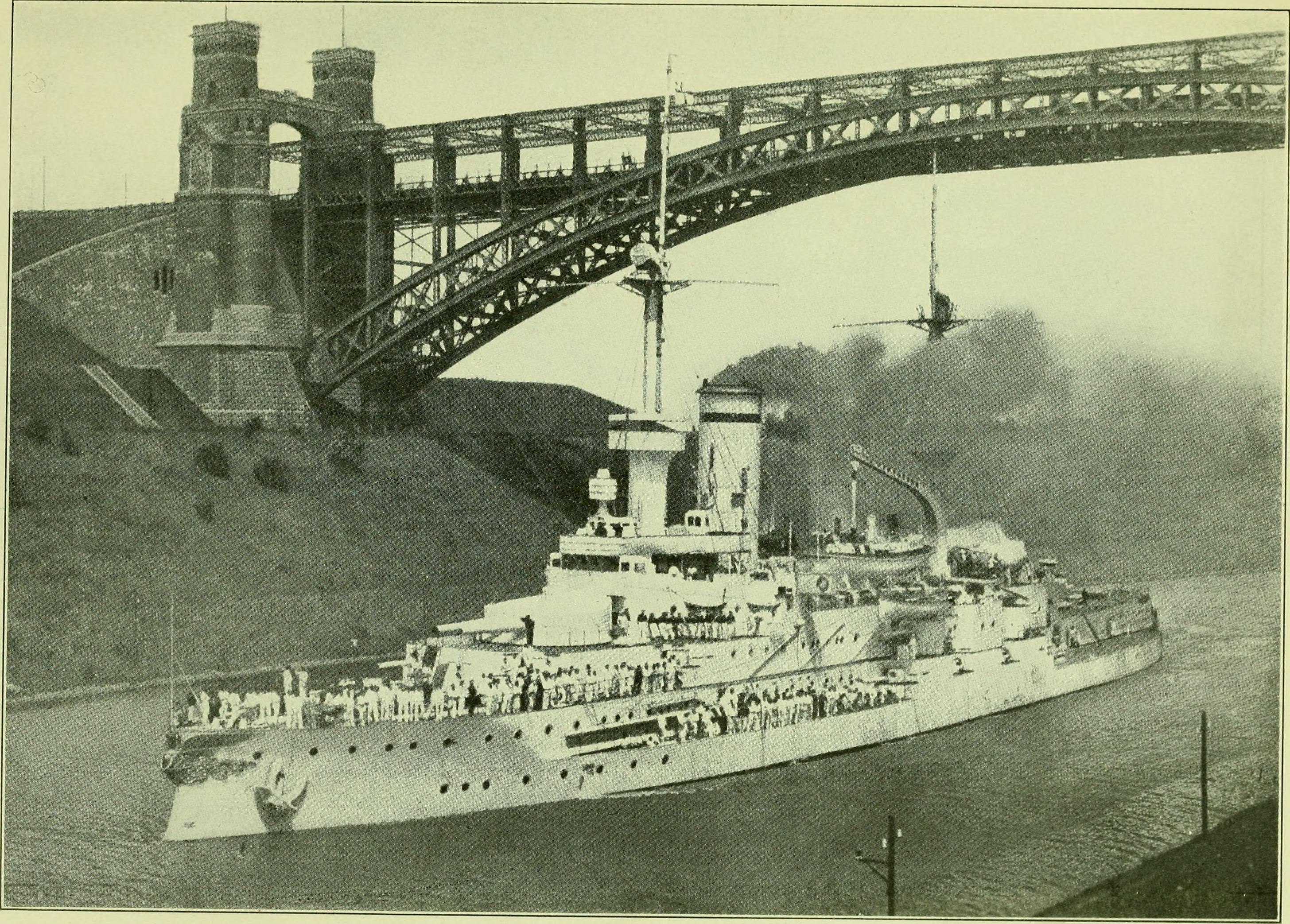
维特尔斯巴赫号通过威廉皇帝运河的

维特尔斯巴赫号于1905年1月9－19日和2月27－3月6日期间随第一分舰队参加了两次训练巡航。随后进行了单独和分舰队训练，重点是炮术操练。7月12日，舰队开始在北海进行大型的训练演习。它们随后巡航穿越卡特加特海峡，先后在哥本哈根和斯德哥尔摩作停留。夏季巡航于8月9日结束，但通常在随后不久开始的秋季演习却因英国海峡舰队的到访而推迟了。英国舰队分别停靠于但泽、斯维内明德和弗伦斯堡，在当地受到了德国海军部队的欢迎；维特尔斯巴赫号及德国舰队主力为此则驻泊在斯维内明德。在政治上，这次访问因不断升级的英德海军军备竞赛而变得紧张。由于英方的到访，1905年的秋季演习日程被大大缩短，从9月6日至13日止，并仅在北海进行。演习的第一阶段是假定德意志湾受到了海上封锁，第二阶段则是设想敌对舰队试图攻克易北河的防御力量。9月，将于第一次世界大战爆发时担任东亚分舰队司令的海军上校馬克西米連·馮·斯比，接过了维特尔斯巴赫号的指挥权。
10月，第一分舰队在波罗的海进行巡航。12月上旬，第一和第二分舰队展开常规的冬季巡航，这次是去往但泽，并于12月12日抵达。在返回基尔的途中，它们则进行了战术演练。1906年，舰队从事了比往年更繁重的训练任务。这些舰艇在整个4月都在进行单舰、支舰队和分舰队训练。从5月13日开始，大型的舰队演习在北海举行并一直持续至6月8日，然后进入波罗的海在斯卡恩周边巡航。7月中旬，舰队又开始了例行驶往挪威的夏季巡航。它们于8月3日出席了挪威国王哈康七世的诞辰庆典。翌日，德国舰只出发前往黑尔戈兰岛，参加在那里举行的演习。8月15日，舰队返回基尔，开始为秋季演习作准备。8月22－24日，舰队在基尔外围的埃肯峡湾参加了登陆演习。演习于8月31日至9月3日暂停，当时舰队接待了来自丹麦和瑞典的军舰，然后又于9月3－9日在基尔接待了一个俄国分舰队。演习于9月8日恢复，并持续多五天。

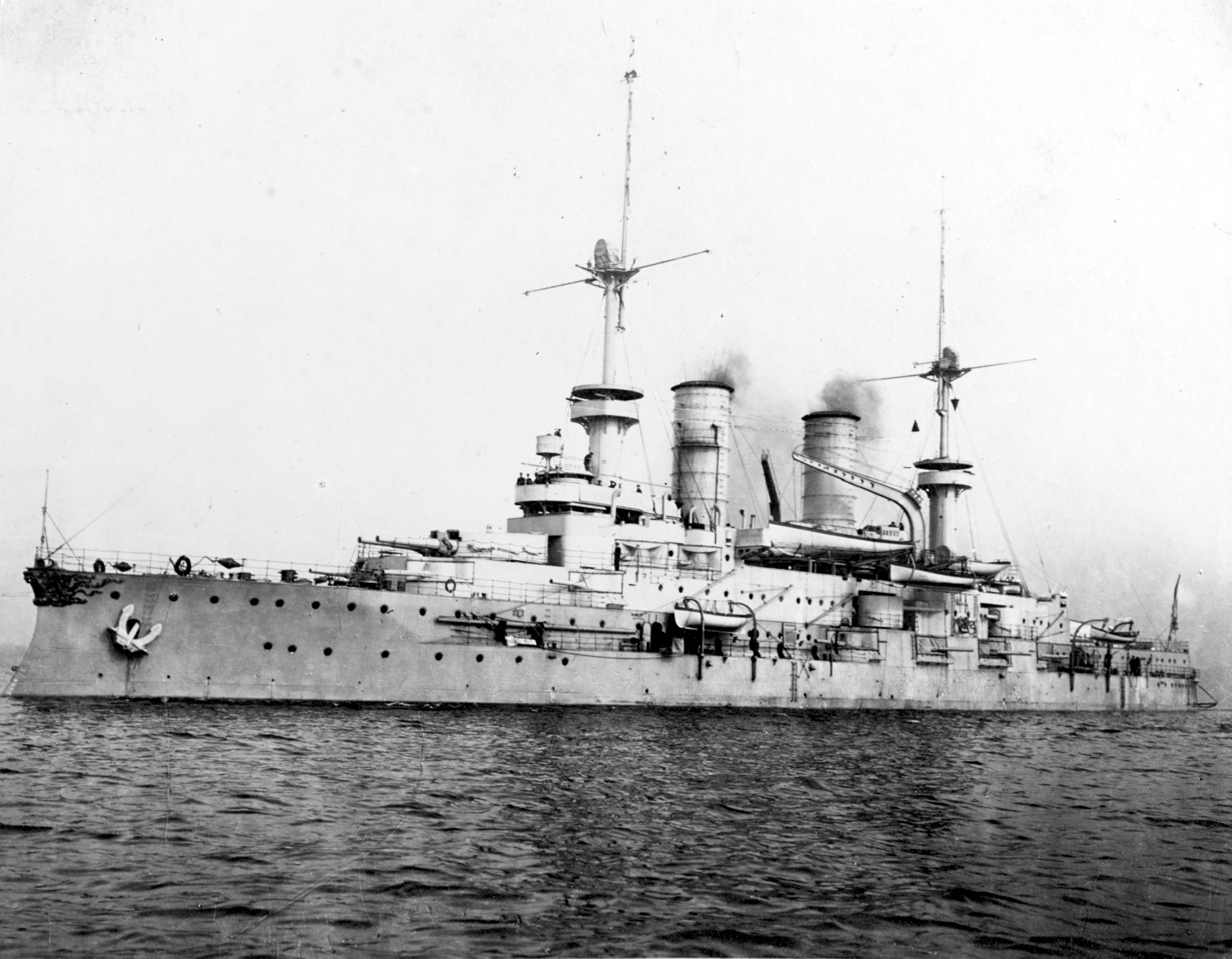
约1910年的维特尔斯巴赫号

维特尔斯巴赫号于12月8－16日期间参加了一次波澜不惊的冬季巡航，去往卡特加特海峡和斯卡格拉克海峡。1907年第一季度遵循了往年的训练模式，而在2月16日，活动舰队正式更改称号为公海舰队。从5月底至6月初，舰队继续在北海进行夏季巡航，然后经由卡特加特海峡返回波罗的海。接下来是从7月12日至8月10日驶往挪威的定期巡航。在8月26日至9月6日的秋季演习中，舰队与第九军在石勒苏益格北部进行了联合登陆演习。冬季训练巡航于11月22－30日进入卡特加特海峡。1908年5月，舰队进入大西洋而非常规的北海进行大型巡航，期间在亚速尔群岛的奥尔塔作停留。8月13日，舰队返回基尔，为8月27日至9月7日的秋季演习做准备。在波罗的海的支队训练紧随其后于9月7－13日进行。演习结束后，维特尔斯巴赫号的分舰队旗舰地位被新式战列舰汉诺威号所取代，退而成为副司令旗舰。
维特尔斯巴赫号于1910年9月20日再被汉诺威号接替副司令旗舰职责，随之退出现役。其船员被转移至新近入役的无畏舰波森号。经过短短一年的闲置，维特尔斯巴赫号便于1911年10月16日被重新启用，以接替在北海预备役支队的战列舰勃兰登堡号。从1912年3月31日至4月28日，它与训练分舰队共同行动，并于5月9日返回预备役支队，这一次是为了顶替德皇威廉二世号。该舰参加了当年的年度舰队演习，期间担任第三分舰队的旗舰，受海军少将马克斯·罗尔曼指挥。1913年3月30日至4月21日，维特尔斯巴赫再次回到训练分舰队服役。德皇威廉二世命人制作了一具伏里施乔夫的雕像赠予挪威；维特尔斯巴赫号被用作运送雕像，于7月5日离开基尔并在两天后抵达巴尔霍尔门。8月，该舰及时返回德国参与舰队演习，并被分配至第三分舰队第五支队。演习结束后，它再返回预备役支队。

### 第一次世界大战

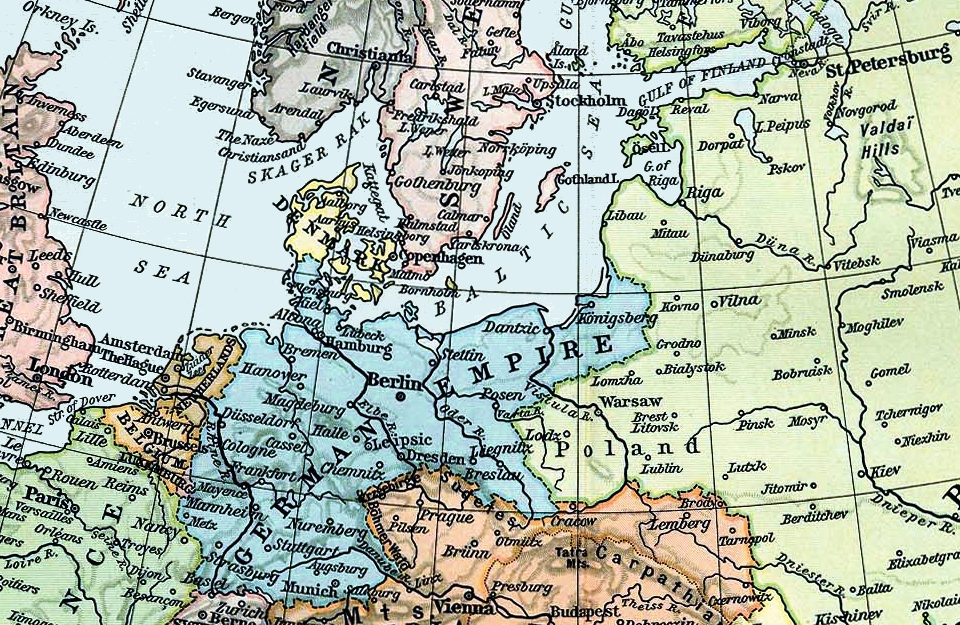
1911年的北海及波罗的海地图

第一次世界大战开始时，维特尔斯巴赫号在海军中将埃哈德·施密特的指挥下，作为第四战列分舰队的一份子动员起来；它在分舰队中担任旗舰，阵中成员还包括有其四艘姊妹舰以及阿尔萨斯号和不伦瑞克号战列舰。1914年8月26日，这些舰只受命前往营救受困的小巡洋舰马格德堡号——后者在波罗的海东部的奧斯穆斯島附近搁浅。然而，至8月28日，在救援部队到达之前，舰上的船员便已被迫引爆炸药凿沉了马格德堡号。结果，维特尔斯巴赫号及分舰队余部当天退回至博恩霍姆島。自9月3日开始，第四分舰队在装甲巡洋舰布吕歇尔号的协助下，进入波罗的海进行扫荡。这次行动一直持续至9月9日，未能引诱俄国海军部队投入战斗。
两天后，这些舰只被转移至北海，但它们仅在那里作短暂停留，于9月20日又返回波罗的海。该分舰队在9月22－26日间对波罗的海东部进行了一次扫荡，试图寻找并摧毁俄国军舰，但无功而返。从1914年12月4日至1915年4月2日，第四分舰队的舰只被派往北海的德国沿岸担当海岸防御任务，以抵御可能遭到的英国皇家海军入侵。4月3日，维特尔斯巴赫号在基尔的旱坞进行定期维修，然后随第四分舰队第七支队在波罗的海西部展开训练演习，参与舰只包括有韦廷号、施瓦本号和梅克伦堡号。
德意志帝国陆军请求海军对其针对俄国的作战行动提供协助；海因里希亲王作为波罗的海所有海军力量的最高指挥官，将第四战列分舰队第七支队、第四侦察集群以及波罗的海舰队的鱼雷艇都提供给了这个行动。5月6日，第四分舰队的任务是对攻击利鲍提供支援。维特尔斯巴赫号及其它舰只驻扎于哥得蘭島外围，以拦截任何可能试图干预登陆的俄国巡洋舰；然而俄国人却没有这样做。当第四侦察集群的巡洋舰于哥得兰岛外围遭遇俄国巡洋舰后，第七支队的舰只展开了重新部署，为小巡洋舰但泽号竖立起虚构的第三座烟囱，共同伪装成更强大的不伦瑞克级战列舰。这些舰只于5月9日推进至乌托岛，翌日又来到科帕斯滕纳尔纳，但那时俄国巡洋舰已经撤离了。当天晚些时候，英国潜艇E1号和E9号发现了第四分舰队，却因距离太远而无法实施攻击。
从5月27日至7月4日，维特尔斯巴赫号回到北海，在亚德河、埃姆斯河和易北河的河口巡逻。在此期间，海军参谋本部意识到，老旧的维特尔斯巴赫级舰只在对抗英国皇家海军的行动中毫无用处，但可以有效地在波罗的海用于对抗弱得多的俄国军队。因此，这些战列舰在7月被调回波罗的海，于7日离开基尔驶向但泽。7月10日，它们连同第八鱼雷艇区舰队的舰艇一起继续向东往诺伊法瓦泽进发；抵达后，维特尔斯巴赫号不慎搁浅，施密特只得临时将其旗舰转移至不伦瑞克号。维特尔斯巴赫号在事故中得以自行脱困，并未受损，施密特遂于翌日回到该舰。第四分舰队于7月12日进行了一次佯动出击，至7月21日返回但泽，期间没有遇到俄国军队。

#### 里加湾海战
接下来的一个月，海军参谋本部开始了一项针对里加湾的行动，以支援陆军正在开展的戈爾利采－塔爾努夫攻勢。波罗的海海军部队得到了公海舰队重要骨干的增援，包括有第一战列分舰队、第一侦察集群、第二侦察集群以及第二鱼雷艇区舰队。海因里希亲王计划以施密特的部队强行进入湾区并摧毁在里加的俄国军舰，而公海舰队的重型部队将会在北部巡逻，以拦截任何可能试图干扰行动的俄国波罗的海舰队。德国人于8月8日发动进攻，引发里加湾海战。扫雷艇群在战列舰不伦瑞克号及阿尔萨斯号的掩护下，试图于伊尔别海峡清理出一条通道，而维特尔斯巴赫号和分舰队余部则停留在海峡之外。俄国战列舰光荣号袭击了海峡内的德国人，并迫使它们撤退。
在行动中，小巡洋舰忒提斯号和鱼雷艇S-144号触雷受损，而T-52号和T-58号鱼雷艇更是触雷沉没。施密特撤回其部队以补充燃料，海因里希亲王则盘算发动另一次攻击，因为那时德国陆军向里加的推进已经停滞了。海因里希亲王试图利用第一分舰队的两艘无畏舰来掩护扫雷艇再次强行进入海峡，并将维特尔斯巴赫号留在利鲍。在第二次尝试也以失败告终后，施密特于8月26日成为第一分舰队指挥官，其原职则由海军中将弗里德里希·舒尔茨接替，后者亦以维特尔斯巴赫号为旗舰。

#### 后续活动

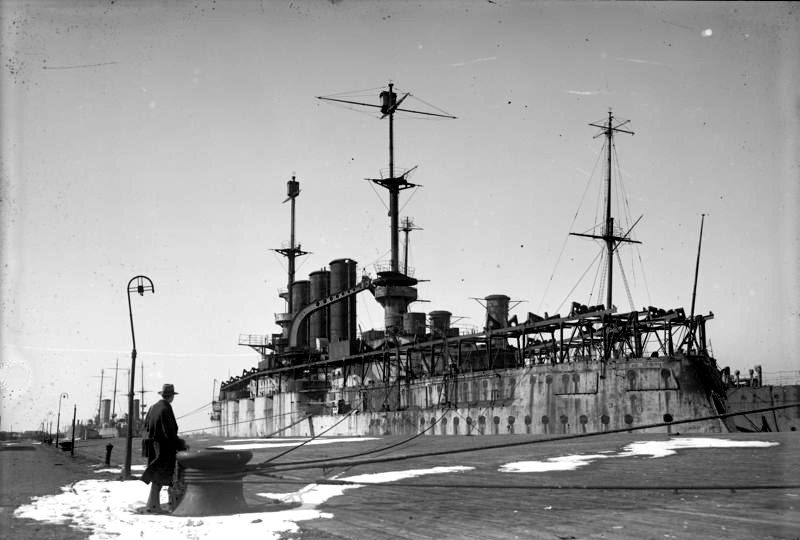
战列舰普鲁士号，战后同样被改造为扫雷母舰

9月9日，维特尔斯巴赫号及其四艘姊妹舰出击，试图在哥得兰岛周边找出俄国军舰，但两天后便返回港口，没有与任何对手交战。10月7日至8日，该舰连同阿尔萨斯号和四艘鱼雷艇又一次为布雷行动提供掩护。在战争的这一节点，海军在更重要舰船的人员配置上遇到困难。此外，来自波罗的海的潜艇威胁也迫使德国海军决心将年迈的维特尔斯巴赫级舰只撤出现役。11月10日，维特尔斯巴赫号和第四分舰队的其它大多数舰只离开利鲍前往基尔；翌日抵达后，它们被编入波罗的海的预备役支队，受海军准将瓦尔特·恩格尔哈特指挥。这些舰只锚泊于基尔的席尔克塞，由维特尔斯巴赫号担任支队旗舰。该支队于1916年1月31日解散，而舰只亦分散执行各种辅助任务。
维特尔斯巴赫号于8月24日退役，起初在基尔担任训练舰。1917年10月，该舰被转移至威廉港作为舰队供应船使用，负责辅助战列舰洛林号，而后者当时则被用作轮机舱人员的训练舰。1918年8月6日，国家海军办公室决定将维特尔斯巴赫号改造为一艘靶舰，但在工程开始前，战争便已以德国的失败而结束。维特尔斯巴赫号于1919年6月1日重新启用，为新组建的魏玛国家海军继续服役，并被改造成了一艘用于扫雷艇的供应母舰。它共可搭载12艘浅层扫雷艇（F艇）。从1920年7月20日至1921年3月8日，该舰仅服役了不到一年时间便从海军序列中除籍。四个月后，国家海军又于7月7日作价3,561,000国家马克将其售予拆船商。维特尔斯巴赫号随即在威廉港拆解报废。